# 三小豬群島
三小豬群島（英語：Three Little Pigs）是南極洲的群島，由3座島嶼組成，處於溫特島西北面0.6公里，屬於威廉群島中阿根廷群島的一部分，在1935年由英國探險隊繪入地圖和命名，現時由南極條約體系管理。